# Tino Boos
Tino Boos (* 10. April 1975 in Düsseldorf, Nordrhein-Westfalen) ist ein ehemaliger deutscher Eishockeyspieler, der für die Düsseldorfer EG, Kassel Huskies, Kölner Haie und Hannover Scorpions in der Deutschen Eishockey Liga spielte. Der Center ist ehemaliger Nationalspieler und der Sohn des früheren Bundesliga-Spielers Wolfgang Boos.

## Karriere

### Vereinskarriere
Tino Boos begann seine Profikarriere in der Saison 1992/93 bei der Düsseldorfer EG, für deren Juniorenmannschaft er zuvor gespielt hatte, und feierte mit den Rheinländern unter Hans Zach auf Anhieb den Gewinn der Deutschen Meisterschaft. Bis zur Einführung der Deutschen Eishockey Liga 1994/95 bekam der Rechtsschütze allerdings nur wenige Einsätze und entschied sich daher zu einem Wechsel zu den Kassel Huskies. Mit der Gründung der neuen deutschen Profispielklasse erhielt der Düsseldorfer einen Stammplatz bei den Huskies, mit denen er in sechs Spielzeiten viermal die Play-offs erreichen konnte. Größter Erfolg war dabei die Vizemeisterschaft 1997, als die Huskies erst im Finale von den Adler Mannheim geschlagen wurden. Bei den Spielzeiten 1995/96, 1998/99 und 1999/00 war wieder Hans Zach sein Trainer. 
2000 verließ Boos Kassel und unterschrieb einen Vertrag bei den Kölner Haien, für die er bis zum Ende der Saison 2006/07 auf dem Eis stand. In seiner ersten Saison in Köln gehörte er zwar direkt zu den Leistungsträgern, jedoch verlief das Jahr für den Verein nicht besonders erfolgreich. 2002 feierte der Stürmer schließlich seinen ersten Titelgewinn mit den Haien: Im Finale um die deutsche Meisterschaft bezwang man Mannheim mit 3:2 Siegen. In der darauf folgenden Spielzeit wurde Boos mit den Haien Vizemeister, 2004 gewannen sie den DEB-Pokal. Von 2002 bis 2006 arbeitete er erneut mit Hans Zach zusammen, der zudem zwischen 1998 und 2004 Nationaltrainer war. 
Boos etablierte sich in der Folge weiter als einer der konstantesten deutschen Spieler in der DEL. In der Saison 2005/06 erreichte der Angreifer als erst dritter Spieler die Marke von 600 DEL-Spielen. Von 2002 bis 2007 bekleidete der Rechtsschütze zudem das Amt des Assistenzkapitäns bei den Haien und vertrat damit im Falle von Verletzungen den Amtsinhaber Dave McLlwain.
Zur Saison 2007/08 unterschrieb Tino Boos einen Vertrag beim Ligakonkurrenten Hannover Scorpions, wo er abermals von Hans Zach trainiert wurde, und gewann mit diesem Verein in der Saison 2009/10 seinen dritten Meistertitel, diesmal auch als Kapitän der Meistermannschaft. Im Mai 2011 verkündeten die Scorpions, dass Boos für die Saison 2011/12 keinen neuen Kontrakt erhält. Am 18. Juli 2011 wurde der Stürmer erneut von den Kölner Haie verpflichtet. Die Laufzeit des Kontrakts wurde zunächst auf Ende Dezember 2011 festgesetzt, jedoch zogen die Haie die vereinsseitige Option, diesen bis Ende April 2012 zu erweitern. Ende März 2012 wurde bekannt gegeben, dass Boos in der Saison 2012/13 für die Düsseldorfer EG auflaufen wird. Wegen einer hartnäckigen Adduktorenverletzung konnte Boos jedoch nur zwei Spiele absolvieren und gab nach dem erneuten Aufbrechen der Verletzung zu verstehen, dass er seine Karriere beenden werde.
Boos liegt mit 914 Spielen auf Rang 20 der DEL-Spieler mit den meisten Einsätzen und sammelte in seiner DEL-Karriere 1.122 Strafminuten, womit er zu den zehn am meist bestraften Spielern gehört (Stand September 2022).

### Nationalmannschaft
Für die Nationalmannschaft spielte Boos insgesamt 100-mal. Bei den B-Weltmeisterschaften 1999 und 2000, wo ihm mit dem Team der Wiederaufstieg gelang, war der Angreifer ebenso eine wichtige Stütze im Nationalteam wie bei den Weltmeisterschaften 2003, 2004 und 2005, wo auch er den neuerlichen Abstieg nicht verhindern konnte. Aufgrund einiger Verletzungen blieben Boos weitere Einsätze, unter anderem bei der WM in Deutschland 2001, versagt. Zudem nahm der Mittelstürmer an den Olympischen Spielen 2006 in Turin sowie auch an der im April 2006 stattfindenden B-Weltmeisterschaft teil. Bei diesem Turnier schaffte der Rheinländer seinen dritten Wiederaufstieg in die A-Gruppe mit dem Team Deutschland.
Bei der Weltmeisterschaft 2007 in Moskau fand Boos, aufgrund der Verjüngung des Kaders durch Bundestrainer Uwe Krupp keine Berücksichtigung und beendete anschließend seine Karriere in der DEB-Auswahl.

## Erfolge
- 1993 Deutscher Meister mit der Düsseldorfer EG
- 1999 Teilnahme am DEL All-Star Game
- 2002 Deutscher Meister mit den Kölner Haien
- 2004 Teilnahme am DEL All-Star Game
- 2004 DEB-Pokal-Sieger mit den Kölner Haien
- 2006 Teilnahme am DEL All-Star Game
- 2009 Teilnahme am DEL All-Star Game
- 2010 Deutscher Meister mit den Hannover Scorpions
- 2022 Aufnahme in die Hockey Hall of Fame Deutschland

## Nach der Karriere
Boos leitete vier Jahre lang bis August 2019 als Vorsitzender den Disziplinarausschuss der DEL und DEL2. Sein Nachfolger wurde Lorenz Funk junior. Zudem fungierte er als Beobachter der Liga für die Entwicklungen im Jugendbereich und beriet die DEL.

## Karrierestatistik
(Legende zur Spielerstatistik: Sp oder GP = absolvierte Spiele; T oder G = erzielte Tore; V oder A = erzielte Assists; Pkt oder Pts = erzielte Scorerpunkte; SM oder PIM = erhaltene Strafminuten; +/− = Plus/Minus-Bilanz; PP = erzielte Überzahltore; SH = erzielte Unterzahltore; GW = erzielte Siegtore; 1 Play-downs/Relegation; Kursiv: Statistik nicht vollständig)